# Дияров, Карим Мухамадеевич
 Карим Мухамадеевич Дияров  (15 января 1910 года, д. Басаево Орского уезда Оренбургской губернии — 17 ноября 1986 года, д. Нигаматово Баймакского района БАССР) — музыкант-кураист, собиратель башкирского фольклора. Заслуженный работник культуры БАССР. Участник Великой Отечественной войны.

## Биография
Родился 15 января 1910 года в д. Басаево. В родной деревне получил начальное образование, образование 2 степени получил в селе Темясово. К 15 годам хорошо играл на курае, научившись от кураиста Абдрахмана Басаева; позднее учителями выступили кураисты А. Хусаинов, Г. Ушанов. 
В 1929 году вместе с детьми бедняков был направлен в Уфу на подготовительные курсы в ВУЗ. В Уфе он познакомился с народным артистом Гиниятом Ушановым.
В 1942 года участвовал в боях на фронтах Великой Отечественной войны телефонистом, парашютистом, снайпером.
Окончил физико-математический факультет Башкирского государственного педагогического институт им. К. А. Тимирязева (ныне Уфимский университет науки и технологий) в Уфе.
Работал с 1923 года — директором Исяновской школы, с 1932 года — директором 1-й Туркменевской начальной школы, в 1937—1942 годах — директор 2-й Иткуловской средней школы в Баймакском районе БАССР. В 1946—1975 годах работал учителем в школах Баймакского района.
Будучи виртуозом игры на курае, участвовал в гастрольной поездке музыканта Г. С. Альмухаметова по Башкортостану и городам Сибири как аккомпаниатор.
Лауреат смотров и конкурсов народной музыки, он создавал школьные ансамбли кураистов, часто выступал на радио. В его репертуаре были такие песни, как «Ялсыгул», «Ак яурын сал беркут», «Абдрахман-кантон», «Баик», «Баяс», «Буранбай», «Кахымтуря», «Саптар-юрга», «Сынграу торна», «Урал» и др.
Архив собирателя музыкального и литературного фольклора хранятся в Институте истории, языка и литературы УНЦ РАН. Среди записей и 130 башкирских мелодий в его исполнении с текстами песен.  Позднее написал и издал книгу «Мелодии седого Урала».

## Награды и звания
Имел боевые награды.
- Заслуженный работник культуры БАССР (1983)